# Волостниковка (река)
Волостниковка (Волостниковичка) — река в России, протекает по Ульяновской области. Правый приток Сельди.

## География
Река Волостниковка берёт начало в садоводческом товариществе неподалёку от разъезда 861 км. Течёт на север по открытой местности через село Волостниковка. Устье реки находится у села Тетюшское в 27 км по правому берегу реки Сельдь. Длина реки составляет 14 км, площадь водосборного бассейна — 74,5 км².

## Данные водного реестра
По данным государственного водного реестра России относится к Верхневолжскому бассейновому округу, водохозяйственный участок реки — Свияга от истока до села Альшеево, речной подбассейн реки — Волга от впадения Оки до Куйбышевского водохранилища (без бассейна Суры). Речной бассейн реки — (Верхняя) Волга до Куйбышевского водохранилища (без бассейна Оки).
Код объекта в государственном водном реестре — 08010400512112100002240.